# Piłka nożna w Gruzji
Piłka nożna (gruz. ფეხბურთი p'exburt'i) jest najpopularniejszym sportem w Gruzji. Jej głównym organizatorem na terenie Gruzji pozostaje Sakartwelos Pechburtis Pederacia (GFF).

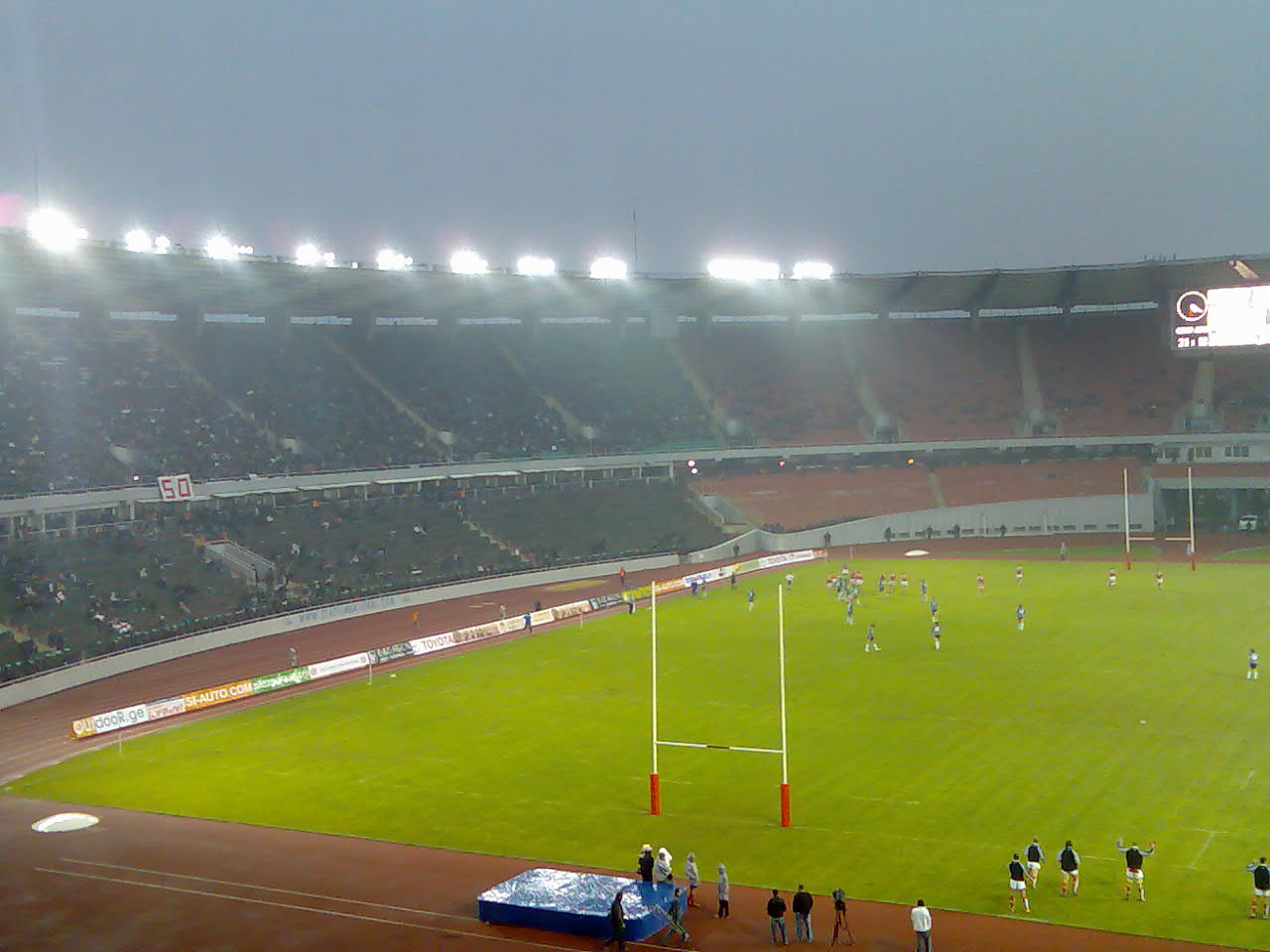
Stadion im. Borisa Paiczadze, arena domowa reprezentacji narodowej

Według stanu na 1 listopada 2021 roku Lewan Kobiaszwili i Dżaba Kankawa mają odpowiednio 100 i 99 występów reprezentacyjnych, a Szota Arweladze strzelił 26 bramek w barwach reprezentacji Gruzji.
W gruzińskiej Erownuli Liga grają takie znane kluby świata, jak Dinamo Tbilisi, Torpedo Kutaisi, Dila Gori i Dinamo Batumi.

## Historia

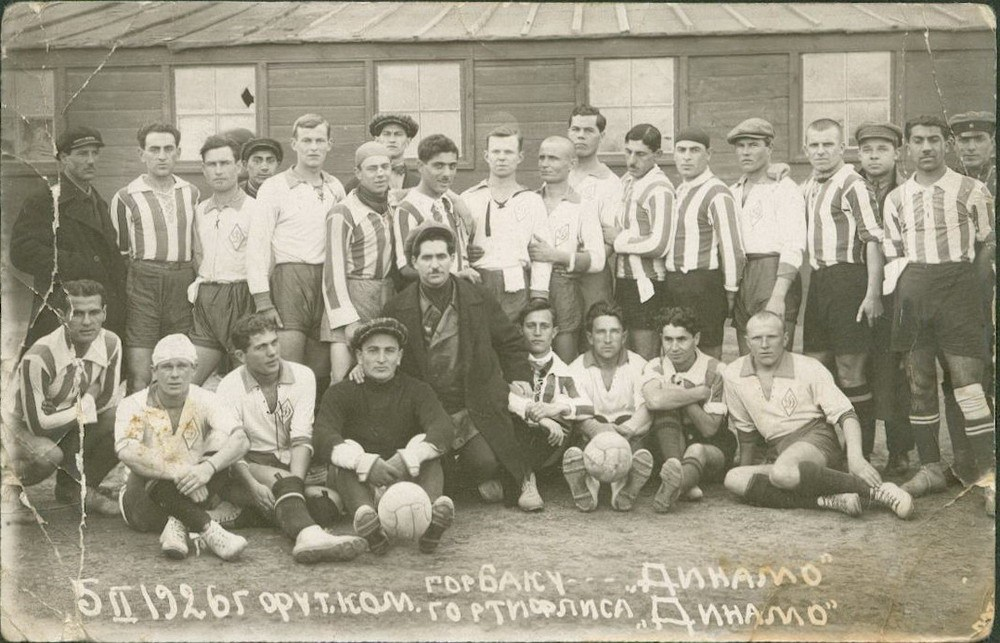
Spotkanie klubów Dinamo Baku i Dinamo Tiflis 5 lutego 1926 roku (1:1)

Piłka nożna zaczęła zyskiwać popularność w Gruzji na początku XX wieku. Została zapoczątkowana przez angielskich marynarzy grających w Poti. W 1906 roku w Tbilisi powstał pierwszy gruziński klub piłkarski Szewardeni Tbilisi, a potem następne. Po rewolucji październikowej 1917 w Rosji Gruzja została zajęta przez Armię Czerwoną. 25 lutego 1921 została utworzona Gruzińska SRR, która była częścią państwa radzieckiego przed powstaniem ZSRR 30 grudnia 1922, od 12 marca 1922 razem z Armenią i Azerbejdżannem wchodziła w skład ZSRR jako część Zakaukaskiej Federacyjnej SRR, a 5 grudnia 1936 weszła w skład ZSRR bezpośrednio.
Pierwsza edycja mistrzostw Zakaukaskiej FSRR startowała w sezonie 1924, w której 3 drużyny z republik zakaukaskich walczyły o tytuł mistrza. Jednak w pierwszej edycji mistrz nie został wyłoniony. W kolejnych dwóch edycja 1926 i 1927 reprezentacja Azerbejdżańskiej SRR zdobyła mistrzostwo Zakaukaskiej FSRR, a potem królowała Gruzja. Następnie rozgrywki z przerwami organizowane były do 1935 roku. 
W 1927 po raz pierwszy startowały mistrzostwa wśród miast. W następnym roku reprezentacje miast ponownie walczyły o tytuł mistrza Gruzińskiej SRR, a potem nie były rozgrywane. Dopiero w 1936 mistrzostwa Gruzińskiej SRR zostały wznowione i były rozgrywane spośród drużyn towarzystw sportowych pomiędzy gruzińskimi zespołami, które nie uczestniczyli w rozgrywkach Mistrzostw ZSRR. W sezonie 1941 mistrzostwa Gruzińskiej SRR zostały zawieszone tak jak w końcu czerwca nastąpiła okupacja niemiecka. W 1945 ponownie startują mistrzostwa Gruzińskiej SRR. To nie były pełnowartościowe mistrzostwa tak jak najlepsze kluby kraju uczestniczyły w mistrzostwach ZSRR.
Po założeniu gruzińskiej federacji piłkarskiej – GFF 15 lutego 1990 roku, rozpoczął się proces zorganizowania pierwszych rozgrywek o mistrzostwo Gruzji. Na początku 1990 roku GFF podjął decyzję o wycofaniu się z Federacji Piłki Nożnej ZSRR i do przeprowadzenia niezależnego mistrzostwa z udziałem najsilniejszych zespołów w kraju. Ten turniej uważany jest za pierwsze niezależne mistrzostwo Gruzji, chociaż Gruzja ogłosiła niepodległość dopiero rok później, 9 kwietnia 1991 roku.
W sezonie 1990 startowała pierwsza edycja rozgrywek o mistrzostwo kraju. W Umaglesi Liga (pol. Wyższa Liga) 18 drużyn walczyło systemem ligowym o tytuł mistrza kraju. Rozgrywki zarządzane przez Profesjonalną Ligę Piłki Nożnej Gruzji. W 2017 liga przyjęła obecną nazwę Erownuli Liga (pol. Narodowa Liga).

## Format rozgrywek ligowych
W obowiązującym systemie ligowym trzy najwyższe klasy rozgrywkowe są ogólnokrajowe (Erownuli Liga, Erownuli Liga 2 i Liga 3). Dopiero na czwartym poziomie pojawiają się grupy regionalne.

## Puchary
Rozgrywki pucharowe rozgrywane w Gruzji to:
- Puchar Gruzji (საქართველოს თასი),
- Superpuchar Gruzji (საქართველოს თასი) - mecz między mistrzem kraju i zdobywcą Pucharu.